# Élections sénatoriales françaises de 1920
Les élections sénatoriales françaises de 1920 se déroulent le 11 janvier 1920 et ont pour but de renouveler la série B et C du Sénat, vingt-quatre sièges vacants et les trois départements recouvrées.

## Contexte
Les élections se basent sur les élections municipales de 1919. En raison de la Première Guerre mondiale les séries B et C sont entièrement renouvelée. Les trois départements recouvrées, la Moselle, le Bas-Rhin et le Haut-Rhin élisent leurs sénateurs.

## Résultats
| Tendances politiques | Tendances politiques      | Sièges sortants | Sièges obtenus | Sièges totaux |                            | Tendances politiques   | Sièges sortants | Sièges obtenus | Sièges totaux |
| -------------------- | ------------------------- | --------------- | -------------- | ------------- | -------------------------- | ---------------------- | --------------- | -------------- | ------------- |
|                      | Bloc national républicain | 47              | 83             | 107           |                            | Conservateurs          | 27              | 25             | 33            |
|                      | Bloc national républicain | 47              | 83             | 107           | Républicains progressistes | 22                     | 30              | 43             |               |
|                      | Bloc national républicain | 47              | 83             | 107           | Bloc national républicain  | 0                      | 28              | 28             |               |
|                      | Bloc national républicain | 47              | 83             | 107           | Républicains libéraux      | 0                      | 3               | 3              |               |
|                      | Gauches                   | 178             | 157            | 208           |                            | Républicains de gauche | 45              | 39             | 63            |
|                      | Gauches                   | 178             | 157            | 208           | Radicaux indépendants      |                        | 45              | 39             | 63            |
|                      | Gauches                   | 178             | 157            | 208           | Radicaux                   | 129                    | 81              | 135            |               |
|                      | Gauches                   | 178             | 157            | 208           | Radicaux-socialistes       | 129                    | 28              | 135            |               |
|                      | Gauches                   | 178             | 157            | 208           | Socialistes                | 4                      | 6               | 10             |               |
| Total                | Total                     | 224             | 240            | 315           |                            |                        | 224             | 240            | 315           |